# Hypocrisias gemella
Hypocrisias gemella är en fjärilsart som beskrevs av William Schaus 1911. Hypocrisias gemella ingår i släktet Hypocrisias och familjen björnspinnare. Inga underarter finns listade i Catalogue of Life.